# Lituanistik

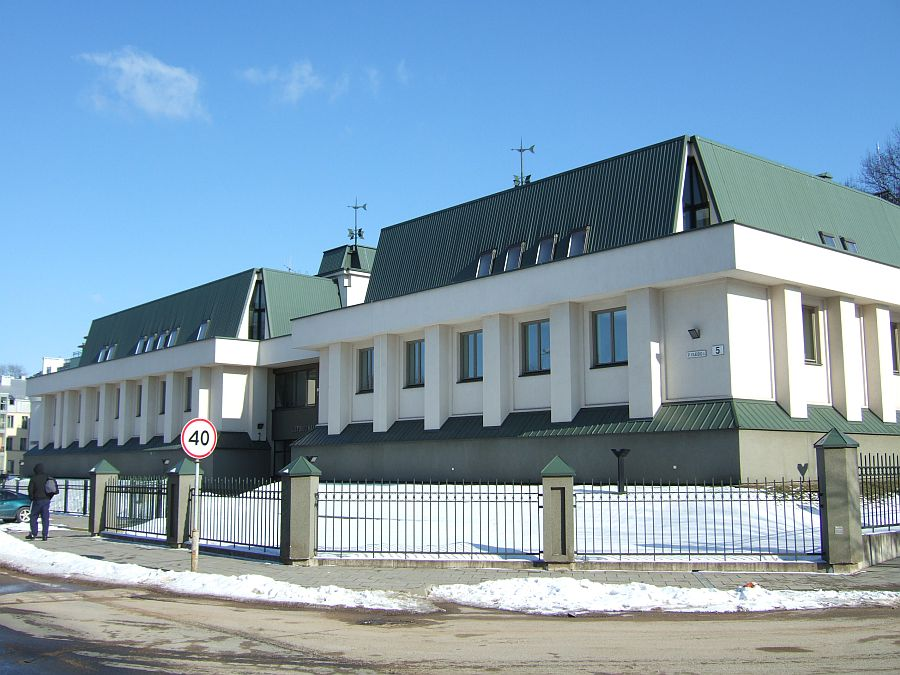
Institut für litauische Sprache in Vilnius

Die Lituanistik (seltener auch Lithuanistik; lat. Lituanus 'Litauer', 'litauisch') ist ein Fachgebiet der modernen europäischen Philologie, das sich mit der litauischen Sprache und mit der Geschichte, Kultur und Mythologie des litauischen Volks befasst. Dieses lebt in Litauen. Zu dem litauischen Volk gehören – aus philologischer und kulturwissenschaftlicher Sicht – auch Žemaiten, aus historischer Sicht auch die preußischen Litauer.
In Preußen bzw. Deutschland liegen auch die Anfänge der Lituanistik. Die ersten litauischen Seminare entstanden in Königsberg (1718–1945) und Halle (1727–1740).

## Lehre und Forschung
1939 wurde in Litauen das Lituanistik-Institut errichtet. Seit 1945 lehrt man die Lituanistik an der Lituanistikfakultät der VPU. In Vilnius gibt es das Forschungsinstitut Lietuvių kalbos institutas. In der Universitätsbibliothek Vilnius gibt es einen Lituanistik-Lesesaal.